# São Pedro Velho
São Pedro Velho é uma povoação portuguesa sede da Freguesia São Pedro Velho do Município de Mirandela, freguesia com 23,54 km² de área e 281 habitantes (censo de 2021), tendo, por isso, uma densidade populacional de 11,9 hab./km².
Realiza-se aqui em maio a Feira do Vinho e Morangos.

## Demografia
A população registada nos censos foi:
| Distribuição da População por Grupos Etários | Distribuição da População por Grupos Etários | Distribuição da População por Grupos Etários | Distribuição da População por Grupos Etários | Distribuição da População por Grupos Etários |
| -------------------------------------------- | -------------------------------------------- | -------------------------------------------- | -------------------------------------------- | -------------------------------------------- |
| Ano                                          | 0-14 Anos                                    | 15-24 Anos                                   | 25-64 Anos                                   | > 65 Anos                                    |
| 2001                                         | 47                                           | 48                                           | 192                                          | 126                                          |
| 2011                                         | 21                                           | 27                                           | 147                                          | 134                                          |
| 2021                                         | 9                                            | 16                                           | 100                                          | 156                                          |

## Economia
A produção de morango tornou-se numa imagem de marca de São Pedro Velho impulsionada por antigos emigrantes sazonais que estão a afastar outros conterrâneos do mesmo destino. Entre abril e novembro cinco produtores dão trabalho praticamente diário a uma média de "50 a 60 pessoas" e comercializam cerca de 100 toneladas de morango por ano com um valor aproximado de 150 mil euros.

## Povoações
- Ervideira
- São Pedro Velho
- Vilar de Ouro